# Insulina lispro
A insulina lispro, vendida sob a marca Humalog entre outras, é um tipo de insulina usada para tratar diabetes tipo 1 e tipo 2. Ela é normalmente aplicada próximo ao horário das refeições, sendo usada por injeção sob a pele ou dentro de uma bomba de insulina. O início dos efeitos geralmente ocorre em 30 minutos e dura cerca de 5 horas. Muitas vezes também é necessária a utilização de uma insulina de ação mais prolongada, como a NPH.
Um dos efeitos colaterais comuns é o baixo nível de açúcar no sangue. Entre outros efeitos colaterais graves, pode-se incluir o baixo nível de potássio no sangue. O uso durante a gravidez e a amamentação é geralmente seguro. Ela funciona da mesma forma que a insulina humana, aumentando a quantidade de glicose que os tecidos absorvem e diminuindo a quantidade de glicose produzida pelo fígado.
A insulina lispro foi aprovada pela primeira vez para uso nos Estados Unidos em 1996. É um tipo fabricado de insulina humana onde um aminoácido foi trocado. No Reino Unido, custava ao NHS cerca de £ 19 por 1000 unidades em 2019. Nos Estados Unidos, o custo de atacado dessa quantidade é de cerca de US$ 300. Em 2024 o preço caiu para cerca de US$ 20. Em 2017, foi o 124º medicamento mais comumente prescrito nos Estados Unidos, com mais de seis milhões de prescrições.